# Convento de la Paciencia
El convento de Capuchinos de la Paciencia (denominado también Real Convento de la Paciencia de Cristo) fue un convento fundado por la orden Capuchina que ocupaba parte del espacio de la que tras la guerra civil tomó el nombre de plaza de Vázquez de Mella, junto a la costanilla de los Capuchinos.

## Historia

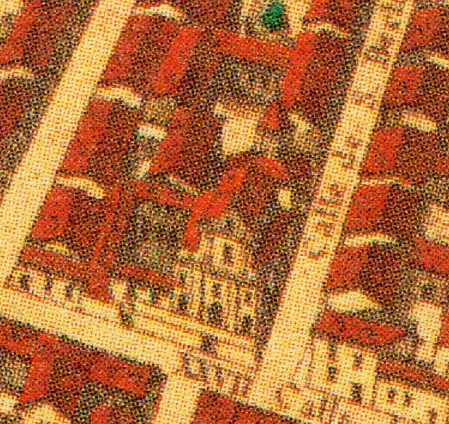
El convento de la Paciencia en un plano de la ciudad de Madrid en 1656, descrito por Pedro Texeira, en el plano homónimo.

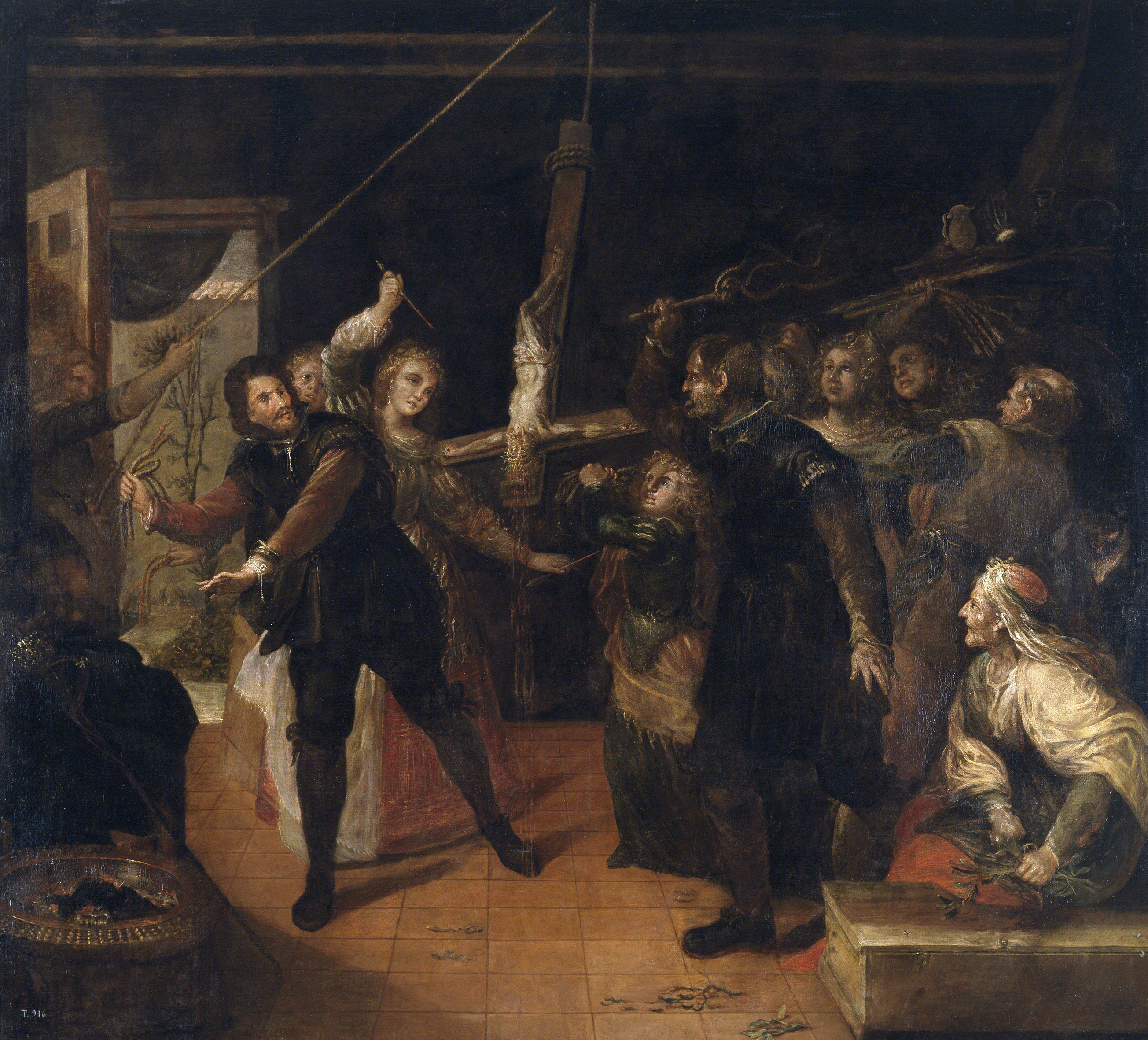
Cuadro de Francisco Rizi en el que se recrea la supuesta profanación de un crucifijo por unos criptojudios portugueses en Madrid, en el mismo lugar que ocuparía la iglesia construida en desagravio.

El convento se fundó por mandato de Felipe IV. Según tradición popular, lo hizo como resultado de un agravio que cometió la comunidad judía a un crucifijo ubicado en la zona (el denominado Crucifijo de la Paciencia). Uno de sus fundadores fue el predicador capuchino fray Mateo Anguiano Nieva y su nombre completo fue "Real Convento de la Paciencia de Cristo, de Menores Capuchinos de nuestro Seráfico Padre San Francisco". La iglesia y el convento quedaron muy dañados durante las Guerras Napoleónicas, siendo derribado todo el conjunto con la desamortización en 1837. El solar resultante se convirtió en la antigua plaza de Bilbao en honor a la defensa de la población vizcaína por las fuerzas leales a Isabel II en la primera guerra carlista. Tras cambiar varias veces de nombre se bautizó en 1944 plaza de Vázquez de Mella, y desde 2016 plaza de Pedro Zerolo.